# Наглфар
Наглфар је име брода из нордијске митологије који је у целости саграђен од ноктију мртваца. 
По нордијској митологији, када дође до Раганарока (назив за судњи дан, смак света или сумрак богова у нордијској митологији), испловиће Наглфар који је сачинила богиња мртвих Хел, наоружан дивовима, јотунима и кренути у коначан обрачун са боговима до потпуног истребљења.
Код скандинавских народа постоји обичај да се покојницима пре покопавања посеку нокти.